# Петров, Глеб Георгиевич
Глеб Георгиевич Петров (9 июля 1937, Ленинград — 2 октября 2019) — советский и российский тренер по плаванию. Заслуженный тренер СССР (1984).

## Биография
Родился в 1937 году в Ленинграде. В 1960 году начал работать на общественных началах в школе плавания «Экран» (спортивный клуб при НИИ телевидения) под руководством Заслуженного тренера СССР И. М. Кошкина. В 1967 году окончил ГДОИФК имени Лесгафта. С 1973 года начал работать в сборной команде СССР по плаванию. В 1990—1992 гг. был главным тренером сборной команды СССР и Объединённой команды, а в 2002—2005 гг. — старшим тренером сборной России по плаванию.
Неоднократно входил в число лучших тренеров по плаванию СССР и Ленинграда. За спортивные успехи своих учеников в 1975 году был удостоен звания «Заслуженный тренер РСФСР», а в 1984 году — званий «Заслуженный тренер СССР» и «Заслуженный работник физической культуры и спорта». Воспитал многих известных спортсменов. Среди его учеников — четырёхкратный олимпийский чемпион Владимир Сальников, призёр Олимпийских игр Елена Дендеберова.
Всего развитию физической культуры и спорта и популяризации плавания в России посвятил более пятидесяти лет своей жизни.
Награждён государственными наградами: орденом Почёта и медалью «За трудовую доблесть».

Могила Петрова на Серафимовском кладбище Санкт-Петербурга.